# Racekiela biceps
Racekiela biceps är en svampdjursart som först beskrevs av Lindenschmidt 1950.  Racekiela biceps ingår i släktet Racekiela och familjen Spongillidae. Inga underarter finns listade i Catalogue of Life.